# Оліві Блейк
Алексен Фарол Фоллмут, пише під псевдонімом Оліві Блейк, — американська письменниця, яка здебільшого пише романи фентезі, авторка роману «Шістка Атласа» (2020), бестселера New York Times.

## Особисте життя
Перш ніж стати письменницею, Блейк здобула ступінь магістра з міського планування та працювала в офісі державного захисника, одночасно навчаючись у юридичній школі.
Блейк народилася в районі затоки Сан-Францииско, має наполовину філіппінське походження і зараз живе в Лос-Анджелесі з чоловіком і сином.

## Кар'єра
Спочатку Блейк взяла псевдонім через генератор імен, щоб анонімно писати фанфіки. Вона самостійно опублікувала шість романів, перш ніж їх обрав традиційний видавець.
Найвизначнішою роботою Блейк є її єдина серія «Атлас», фентезійна трилогія, яка розповідає про шістьох магів, яких запрошують до Александрійського товариства, п’ятьом із яких обіцяють посвячення ціною усунення одного.
2020 року роман «Шістка Атласа» Блейк видала самостійно через Kindle, однак пізніше, 2022 року, його зі змінами перевидало видавництво Tor Books після того, як він став вірусним у TikTok, Instagram і Twitter. Наприкінці 2021 року Amazon Studios оголосила, що співпрацюватиме з Brightstar Productions і Блейк, щоб створити телесеріал за романом.
Tor Books також перевидали книжки Блейк «Наодинці з тобою в ефірі», «Один для мого ворога» та «Майстри смерті».
Блейк опублікувала свій перший роман для підлітків, «Мій механічний роман», 2022 року через Holiday House під власним ім'ям Алексен Фарол Фоллмут. «Мій механічний роман» розповідає про жінок у STEM, на його створення письменницю надихнув її чоловік, який є вчителем фізики в середній школі.
Блейк підписує псевдонімом  твори для дорослих і справжнім іменем твори для молоді.

## Праці

### Серії
Серія Атлас
- Шістка Атласа (2020)[14]
- Парадокс Атласа (2022)[15]
- Комплекс Атласа (2024)

### Романи поза серіями[16]
- Майстри смерті (2018)
- Милі заплутані пороки (2018)
- Один для мого ворога (2019)
- Маленька смерть (2019)
- Наодинці з тобою в ефірі (2020)
- Січні[17] (2024)

### ЯкАлексен Фарол Фоллмут[18]
- Мій механічний роман (2022)
- Дванадцятий лицар (2024)

### Співпраця
- З певного погляду: повернення джедая (2023)
- У цих святих залах: антологія темної академії (2023)

### Антології Witch Way
- Відповідь, яку ви шукаєте, — так: антологія «Відьомський шлях»[19] (2020)
- Вирости власного оптиміста!: антологія відьомського шляху[20] (2023)

### Збірки казок[21]
- Жахливі казки (2017)
- Сни в літню ніч (2018)
- Похмурі коханці (2019)

## Нагороди та досягнення
| рік      | Робота        | Нагорода                            | Категорія                              | Результат   | Посилання |
| -------- | ------------- | ----------------------------------- | -------------------------------------- | ----------- | --------- |
| 2022 рік | Шістка Атласа | Goodreads Choice Awards             | Фентезі                                | Номінований | [ 22 ]    |
| 2022 рік | Шістка Атласа | Бестселер New York Times            | Художня література в твердій палітурці | #3          | [ 2 ]     |
| 2022 рік | Шістка Атласа | Vulture Найкращі фантастичні романи | Фентезі                                | #10         | [ 23 ]    |